# 훗타치
훗타치(일본어: 経立)는 일본 아오모리현, 이와테현에 전승되는 요괴 또는 마물이다. 생물학적 상식의 범위를 훨씬 넘어 장수한 원숭이나 닭 등 동물이 변화해서 이것이 된다고 알려져 있다. 아오모리현에서는 헤에산(ヘェサン)이라고도 부른다.
민속학자 야나기타 쿠니오의 저서 『토오노 모노가타리』에 이와테현 가미헤이군 쿠리하시촌(현 가마이시) 등지의 원숭이가 훗타치가 된 이야기가 있다. 원숭이 훗타치는 체모를 송진과 모래로 굳혀 갑옷처럼 만들었기에 총탄도 통하지 않고, 인간 여자를 선호하여 인간 마을에서 유괴해 간다. 이 전승이 있는 지방에서는 “원숭이 훗타치가 온다”는 표현이 아이들을 겁주기 위해 사용되었다 한다.
고쿠가쿠인대학 설화연구회에서 조사한 이와테현 시모헤이군 앗카촌(현 이와이즈미정)의 전설에서는, 암탉 훗타치가 자기 달걀을 인간들이 먹은 것을 원망하여 자신을 키우던 집에서 태어난 아기를 잇달아 살해했다.
앗카촌에는 물고기가 훗타치가 된 이야기도 있다. 옛날에 어느 집의 딸에게 매일 밤 같은 남자가 찾아왔는데, 너무 미남자라서 주위에서는 그가 바케모노가 아닐까 의심했다. 사람들은 딸에게 팥 삶은 물에 그 남자의 발을 씻겨 보라고 말하고 딸이 그렇게 했는데, 갑자기 남자는 불쾌해하며 돌아가 버렸다. 다음날 아침에 딸이 해변에 가 보니 거대한 대구가 죽어 있었다. 그 남자는 대구 훗타치였던 것이다.